# Klara Guinand
Klara Guinand (vor 1865 – nach 1885) war eine deutsche Theaterschauspielerin.

## Leben
Guinand war eine Tochter des Schauspielers Louis Guinand († 1885). Als Schauspielerin verkörperte sie die sentimentale und muntere Liebhaberin. Sie wirkte in diesem Fach und später als Anstandsdame von 1865 bis 1885. Sie war in Chemnitz, Leipzig, Wien (Burgtheater, 1870–1873), Hamburg, Köln, Königsberg, Berlin (Deutsches Theater), Braunschweig (Hoftheater) und Dresden engagiert. 
Nach ihrem Rückzug von der Bühne lebte sie in Dresden, wo auch ihre Schwester Valesca Guinand (1840–1916) als Schauspielerin tätig war. Ein Porträtfoto (Brustbild) von ihr wurde in die Portrait-Sammlung der k. u. K. General-Intendanz der k. k. Hoftheater aufgenommen.